# Luqu
Luqu  (léase Lu-Chi, en chino simplificado, 碌曲县; pinyin, Lùqū xiàn) es un condado de la prefectura autónoma de Gannan en la provincia de Gansu, República Popular China, con una población censada en noviembre de 2010 de 35 630 habitantes.
Se encuentra situada en el sur de la provincia, cerca de la frontera con las provincias de Qinghai y Sichuan.